# Sarah Gainham
Œuvres principales
Night Falls On The City
Sarah Gainham, née le 1er octobre 1915 dans le quartier d’Islington à Londres en Angleterre et morte le 24 novembre 1999 à Petronell-Carnuntum dans le land de Basse-Autriche en Autriche, est une romancière britannique. 

## Biographie
Sarah Gainham naît à Londres dans le quartier populaire d’Islington. 
Après la Seconde Guerre mondiale, elle s’installe à Vienne en Autriche pour travailler pour le Conseil de contrôle allié. Elle devient ensuite journaliste et correspondante pour les magazines The Atlantic Monthly, The Economist, Encounter et The Spectator. Elle voyage alors régulièrement en Europe et réside notamment à Berlin, Trieste ou Bonn avant de revenir à Vienne.
Elle débute comme romancière en 1956 et s’inspire de son expérience pour écrire des romans d’espionnage sur fond de Guerre froide. Après plusieurs publications, elle obtient un succès critique et commercial avec le roman Night Falls On The City, la première aventure de l’actrice Julia Homburg du Burgtheater de Vienne qui est traduite en France sous le titre La nuit s’abat sur la ville en 1971. Gainham poursuit alors sa carrière de romancière et de femme mondaine, sans jamais revenir en Angleterre. 
Elle décède en Autriche en 1999, à l’âge de 84 ans. 

## Œuvre

### SérieJulia Homburg
- Night Falls On The City (1967) Publié en français sous le titre La nuit s’abat sur la ville, traduction d’Anne-Marie Soulac, Paris, Robert-Laffont, coll. Best-Sellers no 14, 1971.
- A Place in the Country (1969)
- Private Worlds (1971)

### Autres romans
- Time Right Deadly (1956) Publié en français sous le titre Sauve qui peut à Prague, traduction de Jeanne Fournier-Pargoire, Paris, Fayard, coll. L'Aventure criminelle no 76, 1960.
- The Cold Dark Night (1957) Publié en français sous le titre Dans la nuit froide de Berlin, traduction de Michel Le Houbie, Paris, Fayard, coll. L'Aventure criminelle no 93, 1960.
- The Mythmaker ou Appointment in Vienna (1957)
- The Stone Roses (1959)
- The Silent Hostage (1960)
- Take Over Bid (1970)
- Maculan's Daughter (1973)
- To the Opera Ball (1975)
- The Habsburg Twilight (1979)
- The Tiger, Life (1983)